# 崙雅里
崙雅里位於台灣彰化縣員林市東面，東與振興里為分界，西則與萬年里為分界，南與大排水溝為分界，北與振興里排水溝為分界。該里日治時期原名為番仔，戰後改名為崙雅里一直至今。

## 外部連結
- 員林市公所-崙雅里長 （页面存档备份，存于）